# Natalija Lupu
Natalija Oleksijiwna Lupu (ukrainisch Наталія Олексіївна Лупу, engl. Transkription Nataliya Lupu; * 4. November 1987 in Marschynzi) ist eine ukrainische Mittelstreckenläuferin, die sich auf die 800-Meter-Distanz spezialisiert hat und wegen ihrer Sprintstärke auch in der 4-mal-400-Meter-Staffel eingesetzt wird.

## Sportliche Laufbahn
2009 erreichte Lupu bei den Halleneuropameisterschaften in Turin das Halbfinale und schied bei den Weltmeisterschaften in Berlin im Vorlauf aus.
2010 kam sie bei den Hallenweltmeisterschaften in Doha und bei den Europameisterschaften in Barcelona nicht über die erste Runde hinaus. Bei den Halleneuropameisterschaften 2011 in Paris schied sie über 800 Meter im Halbfinale aus und wurde Sechste mit der ukrainischen 4-mal-400-Meter-Stafette.
2012 gewann Lupu Silber bei den Hallenweltmeisterschaften in Istanbul und gelangte bei den Olympischen Spielen in London ins Halbfinale. Im Jahr darauf siegte sie bei den Halleneuropameisterschaften 2013 in Göteborg und wurde Siebte bei den Weltmeisterschaften in Moskau.
Bei den Hallenweltmeisterschaften 2014 in Sopot kam Lupu als Fünfte ins Ziel, wurde aber positiv auf Methylhexanamin getestet und wegen dieses Verstoßes gegen die Dopingbestimmungen für neun Monate gesperrt.
Bei den Weltmeisterschaften 2015 in Peking erreichte Lupu jeweils den sechsten Platz im 800-Meter-Lauf und mit der 4-mal-400-Meter-Staffel.
Kurz vor den Hallenweltmeisterschaften 2016 in Portland wurde Lupu positiv auf Meldonium getestet. Trotzdem konnte sie zu den Europameisterschaften im Juli 2016 in Amsterdam starten und gelangte dort bis in das Halbfinale. Bei den Olympischen Spielen in Rio de Janeiro schied sie im Halbfinale aus. Schließlich wurde Lupu für acht Jahre bis 26. Dezember 2024 gesperrt und auch für die Olympischen Spiele 2016 disqualifiziert.

## Persönliche Bestzeiten
- 400 m: 52,91 s, 15. August 2011, Winnyzja
  - Halle: 53,52 s, 16. Februar 2011, Sumy
- 800 m: 1:58,46 min, 14. Juni 2012, Jalta
  - Halle: 1:59,67 min, 11. März 2012, Istanbul